# جاي رايت (كاتب)
جاي رايت (بالإنجليزية: Jay Wright)‏ هو كاتب مسرحي وكاتب وشاعر أمريكي، ولد في 1934 في ألباكركي في الولايات المتحدة.